# Paramaenas
Paramaenas is een geslacht van vlinders van de familie spinneruilen (Erebidae), uit de onderfamilie Arctiinae.

## Soorten
- P. affinis (Rothschild, 1933)
- P. nephelistis (Hampson, 1907)
- P. strigosus Grünberg, 1911